# Mário Zaccaro
Mário Zaccaro é um maestro, compositor, arranjador e pianista brasileiro que atualmente ocupa o cargo de regente titular do Coro Lírico Municipal de São Paulo.

## Biografia
Estudou regência com Eleazar de Carvalho e Robert Shaw e orquestração com Cyro Pereira e Luis Arruda Paes. Foi regente assistente de Isaac Karabtchevsky na Orquestra Sinfônica Municipal de São Paulo e diretor artístico da Orquestra Jazz Sinfônica.
Em 1994 assumiu o cargo de regente titular do Coro Lírico Municipal de São Paulo. Zaccaro introduziu inovações nas técnicas de preparação musical do coro, o que levou à premiação de Melhor Conjunto Coral, pela APCA, em 1996, e o Prêmio Carlos Gomes, na categoria ópera, da Secretaria de Estado da Cultura de São Paulo em 1997. Neste mesmo ano também recebeu o prêmio de Melhor Regente Coral pela APCA.
Em 2013 o maestro foi removido do cargo de regente titular do Coro Lírico após desavenças com o maestro John Neschling. Em 2017, tanto o maestro Jamil Maluf quanto Mário Zaccaro foram reconduzidos aos seus respectivos cargos que perderam durante a gestão Neschling (2013-2016).
Considerado um dos maiores regentes corais e sinfônicos em atividade no Brasil, Mário Zaccaro foi também professor de Teoria, Harmonia e Percepção Musical na Escola Municipal de Música de São Paulo.